# Stevik
Stevik är en bebyggelse på östra sidan av Kålland vid stranden av Vänern i Sunnersbergs socken i Lidköpings kommun. Från 2015 avgränsar SCB här en småort.